# 파라다이스 (기업)
파라다이스는 외국인 전용 카지노 및 호텔 사업을 운영하고 있는 코스닥 상장 기업이다. 시가총액 1조원 3000억가량의 대기업으로, 이는 현재(2023. 10. 26.) 코스닥 35위 규모이다. 목사 전주부의 아들로, 대한민국 내 카지노의 대부라 불리는 전락원에 의해 설립되었다.

## 사업 내용
매출은 대략 90%가량이 카지노, 10% 가량이 호텔 사업에서 나온다. 워커힐, 제주 그랜드, 인천 세군데의 영업장을 갖추고 있다. 중국인 관광객의 급증으로 2010년 이래 꾸준히 매출 호조를 보여왔다. .복합리조트 사업을 시작과 동시에 면세점 사업 진출을 선언하였다

## 역사
1972년 7월 27일 설립되었으며 1997년 10월 20일 회사명을 현재의 파라다이스로 변경하였다. 지난 2011년 10월 인천국제공항 국제업무단지 2단계 개발사업의 우선협상 대상자로 선정되어 복합리조트 설립을 추진하고 2017년 4월, 파라다이스시티를 오픈했다.